# Petr Ton
Petr Ton (Slaný, 8 ottobre 1973) è un ex hockeista su ghiaccio ceco.

## Biografia
Nella sua lunga carriera ha giocato perlopiù nel massimo campionato ceco, con la maglia di Rytíři Kladno (1992-1998), Sparta Praga (2003-2014) e Kometa Brno (2014-2016). Ha vinto per due volte il campionato, entrambe con la maglia dello Sparta, nel 2005-2006 e nel 2006-2007.
Tra il 1998 ed il 2003 ha giocato nella SM-Liiga finlandese, nelle file di Jokerit (ultima parte della stagione 1997-1998), Espoo Blues (1998-1999), JYP Jyväskylä (1999-2002) e Oulun Kärpät (2002-2003). Con il Kärpät raggiunse la finale per il titolo, perdendola.
Ha chiuso la carriera con il Rytíři Kladno, in seconda serie, nella stagione 2016-2017. Ha ufficialmente annunciato il ritiro nel febbraio 2018.

## Palmarès

### Club
- Extraliga ceca: 2

Sparta Praga: 2005-2006, 2006-2007

### Nazionale

#### Giovanili
- Campionato del mondo di hockey su ghiaccio Under-20:

: 1993

### Individuale
- Giocatore dell'anno dell'Extraliga: 1

2013-2014
- Maggior numero di punti realizzati nell'Extraliga: 2

2007-2008, 2013-2014
- Maggior numero di gol realizzati nell'Extraliga: 3

2005-2006, 2009-2010, 2013-2014